# Mafonso
Mafonso (Marino Alfonso), né le 12 novembre 1948 à Frattaminore et mort le 6 novembre 2019 à Caserte, est un peintre italien lié au mouvement artistique post-moderne.

## Biographie
Marino Alfonso connu comme Mafonso est une forme autodidacte dans la ville de Rome au début des années 1970.
En 1979, il a été l'un des fondateurs du groupe Cosa Mentale AAM (Architecture Art Moderne) par Maurizio Fagiolo dell'Arco Rome.
En 2005, il a participé aux collectives Pittori figurativi Italiani della seconda metà del xx secolo, à la Mole Vanvitelliana Ancône organisée par Armando Ginesi et 13x17 1000 Artistes pour enquête excentrique sur l'art en Italie, organisé en Venise par Philippe Daverio.
Il est fait à la ville de Capoue en sculpture de corten acier Dimore (2010)
Il a exposé au Biennale de Venise 54. Pavillon italien Pavillon Campanie. Lo Stato dell’Arte Regioni d'Italia Organisée par Vittorio Sgarbi 2011.
En 2013, il a été le vainqueur de la compétition internationale Underground (section libre).

## Musée
Ses œuvres sont conservées au Musée dell'Otto e del Novecento di Rende, alla Galleria d'arte moderna di Paternò, al Museo d'Arte delle Generazioni Italiane del '900 di Pieve di Cento e alla Pinacoteca metropolitana di Bari

## bibliographie
- Maurizio Fagiolo dell'Arco (a cura di) Mafonso Segnali Di Confine in Cosa Mentale pag. 26-27-28-29 editore AAM Roma 1979 BIBLIOTECA D'ARTE - FONDAZIONE TORINO MUSEI (TO0) http://www.librinlinea.it/search/public/appl/dettaglio.php?bid=IEI0273686
- Giorgio Di Genova (a cura di) Storia dell'arte italiana del '900 - Volume 6, Parte 2 - Pagina 1280-1283-1418 (Edizioni Bora, 2009) https://books.google.it/books?id=nyNJAQAAIAAJ&q=mafonso&dq=mafonso&hl=it&sa=X&ved=0ahUKEwiTyZK5ndXQAhWF1xQKHQMrCZ8Q6AEILjAD  (ISBN 978-88-88600-54-3)
- Vincenzo Trione (a cura di) Atlante dell’Arte Contemporanea a Napoli e in Campania 1966 — 2016 scheda Loredana Troise Mafonso pag. 147, 245, 271, 316, 426 Electa 2017   (ISBN 978-88-918-1085-4)